# Prager Neustadt

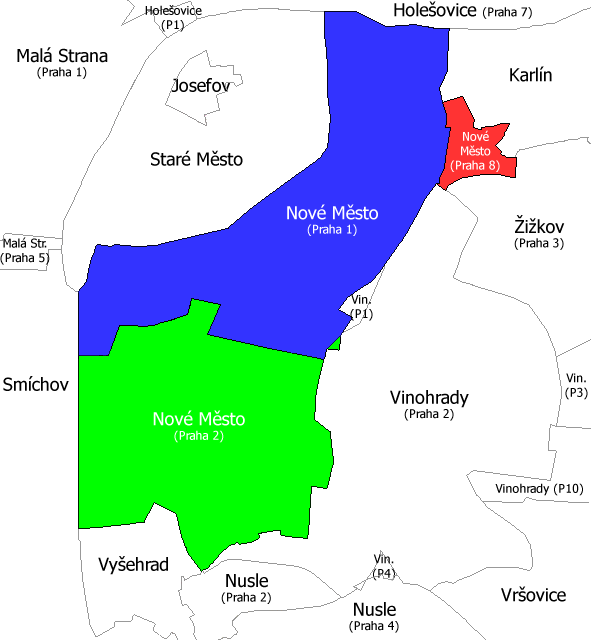
Die Prager Neustadt (farblich die Aufteilung der Stadtbezirke) mit angrenzenden Stadtteilen
zu Prag 1
zu Prag 2
zu Prag 8

Die Prager Neustadt (Pražské Nové Město) ist die jüngste und größte der im Mittelalter und der Neuzeit unabhängigen vier Städte (bis 1784), die heute die historische Innenstadt Prags bilden. Sie wurde ab 1348 vom böhmischen König und späteren Kaiser Karl IV. errichtet. Noch heute geht die Neustadt in ihrer Struktur wesentlich auf die Anlage im 14. Jahrhundert zurück, wenn auch nur einige kirchliche, administrative und wirtschaftliche Gebäude, insbesondere prächtige gotische und barocke Kirchenbauten erhalten sind. Das administrative und wirtschaftliche Zentrum war der Karlsplatz, der für Touristen mit historischem Interesse ein Anziehungspunkt ist.

## Geschichte

### Die rechtliche Gründung
Vermutlich im Zusammenhang mit seiner Krönung zum römisch-deutschen König am 26. November 1346 fasste Karl IV. den Entschluss, in Prag eine neue Stadtanlage zu gründen. Nachdem er mit der Errichtung des Erzbistums Prag 1344 die kirchliche Selbständigkeit erreicht hatte, sollte mit der Gründung der Prager Neustadt die neue Residenz des Königs weiter aufgewertet werden. Außerdem riefen die schon unter Karls Vater Johann von Luxemburg auftretenden Platzprobleme innerhalb der Stadtmauern Prags nach einer Lösung. Zahlreiche, zumeist ärmere Menschen tschechischer Nationalität hatten sich in den vor der Stadtmauer gelegenen Siedlungen niedergelassen, woraufhin eine beinahe durchgängige Bebauung entlang der Moldau entstanden war.
Das Novum bei dem Vorgehen Karls war, dass er nicht den üblichen Weg, die Schaffung rechtlich abhängiger Vorstädte oder die Erweiterung der Altstadt, wählte, sondern stattdessen mit der Neustadt eine unabhängige Königsstadt mit eigener Rechtsordnung schuf. Karl IV. plante jedoch eine physische und juristische Vereinigung mit der Altstadt und ordnete 1367 eine gemeinsame Verwaltung an, die aber vor allem am Widerstand der beiden Stadträte scheiterte und bereits zehn Jahre später wieder rückgängig gemacht werden musste. Nachdem den Bewohnern der Neustadt eine Vielzahl von Rechten und Freiheiten eingeräumt worden war, wurden im Gegenzug den Bewohnern der Altstadt, die nun an allen Seiten von der Neustadt umschlossen war, ihre bisherigen Rechte und Freiheiten verbrieft und der freie Zugang durch die beiden nördlichen Tore der Neustadt zugesichert.

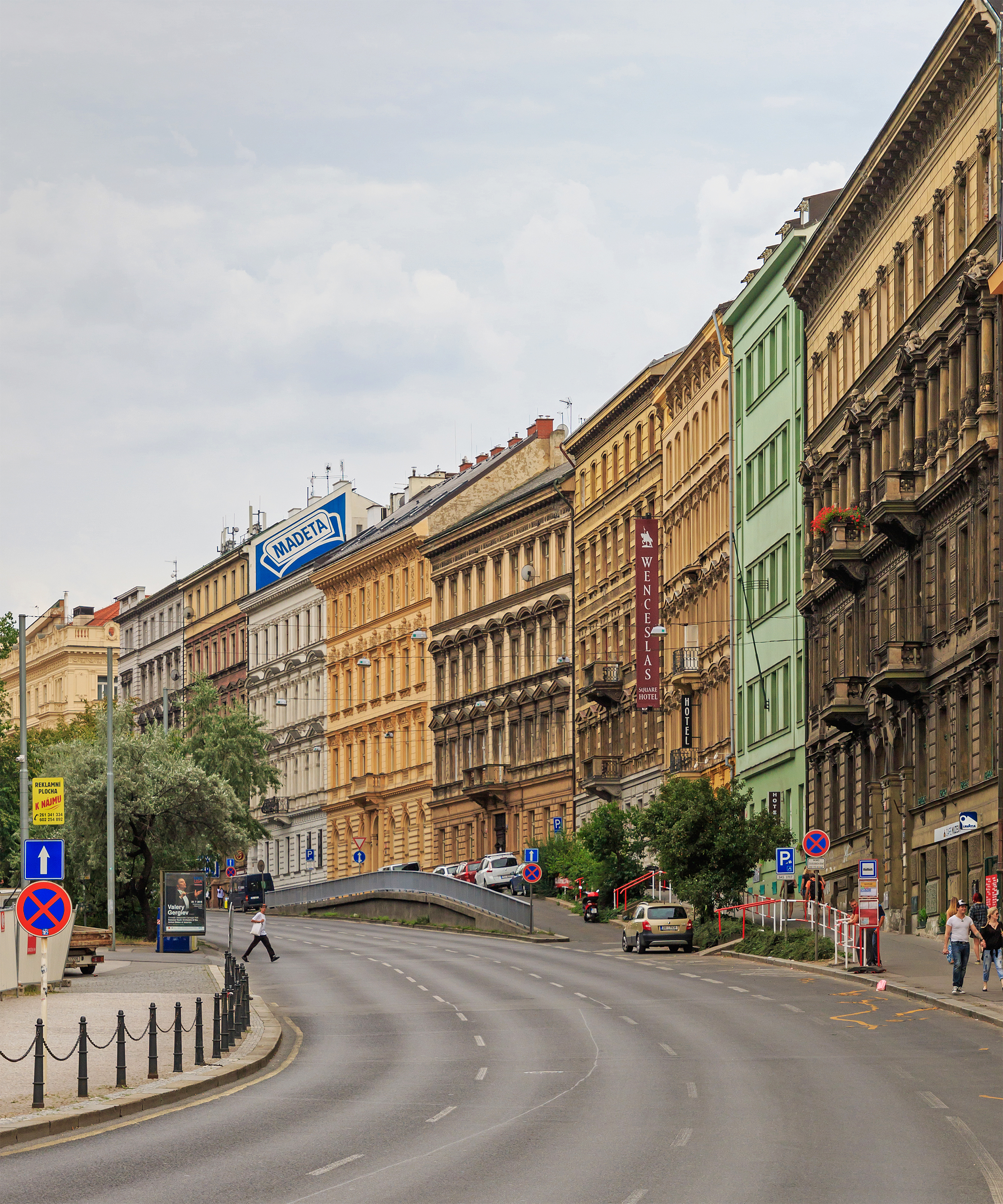
Die nord-südliche Magistrale Mezibranská in Nové Město.

Einher mit der Gründung der Neustadt gingen Bemühungen des Königs, die Bedeutung der Stadt weiter zu erhöhen. Sie sollte nicht nur die neue Residenzstadt und ein Sammelpunkt der Wissenschaften – am 7. April 1348 wurde die Karls-Universität Prag als erste Universität in Mitteleuropa gegründet – und Künste, sondern auch zu einem wichtigen Wirtschaftszentrum Mitteleuropas werden. Dazu waren eine Verlegung der mitteleuropäischen Verkehrswege beziehungsweise die Schaffung neuer Routen sowie die Schiffbarmachung der Moldau geplant und zum Teil auch ausgeführt worden. Der Aufbau der Neustadt war wohl im Wesentlichen schon 1367, zum Zeitpunkt der bald darauf wieder rückgängig gemachten Vereinigung mit der Altstadt, abgeschlossen.

### Ausdehnung und Topografie

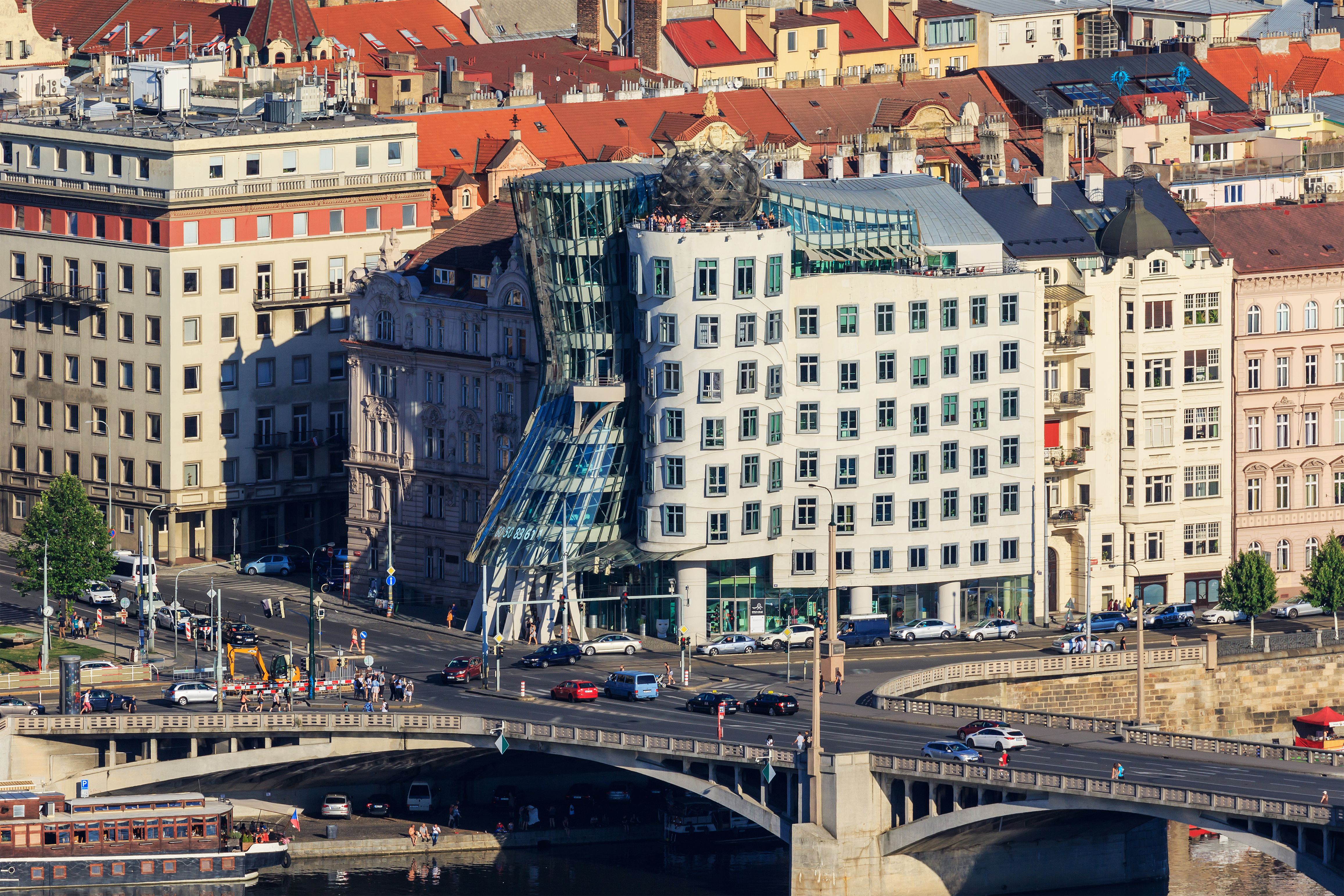
Jiráskovo náměstí mit dem Tanzenden Haus

Die Neustadt umfasste eine Fläche von rund 250 Hektar und war damit mehr als doppelt so groß wie die Altstadt (106 Hektar). In der Nord-Süd-Richtung hatte sie eine Ausdehnung von rund 5 km, in Ost-West-Richtung 0,8 bis 1,2 km. Das vorgesehene Gelände war vielfältig gegliedert und unterschied sich auch hinsichtlich seiner Voraussetzungen für die Anlage einer neuen Stadt. An der Moldau reihten sich vom Vyšehrad in Richtung Altstadt mehrere bereits bestehende Siedlungen von Gerbern und Fischern mit eigenen Kirchen und einem jüdischen Friedhof auf. Dicht bebaut waren auch die östlich der Altstadt an der Moldau gelegenen Siedlungen Újezd mit der Kirche St. Clemens und Poříčí („Am Fluss“) mit St. Peter sowie dem Bischofshof.
Von den ebenen Flächen am Moldauufer war eine östlich gelegene Terrasse durch einen ausgeprägten, sechs bis acht Meter hohen Geländebruch deutlich getrennt. Beherrscht wurde das obere Plateau durch zwei weit nach Westen vorstoßende Bergzungen, die später mit städtebaulichen Dominanten besetzt werden sollten. Hier bestanden ebenfalls schon einige kleinere Ansiedlungen, wie Am Weiher (Na Rybníčku oder Rybníček) mit einer romanischen Rotunde, die wohl zunächst dem hl. Stephan geweiht war.

### Die Befestigung der Neustadt

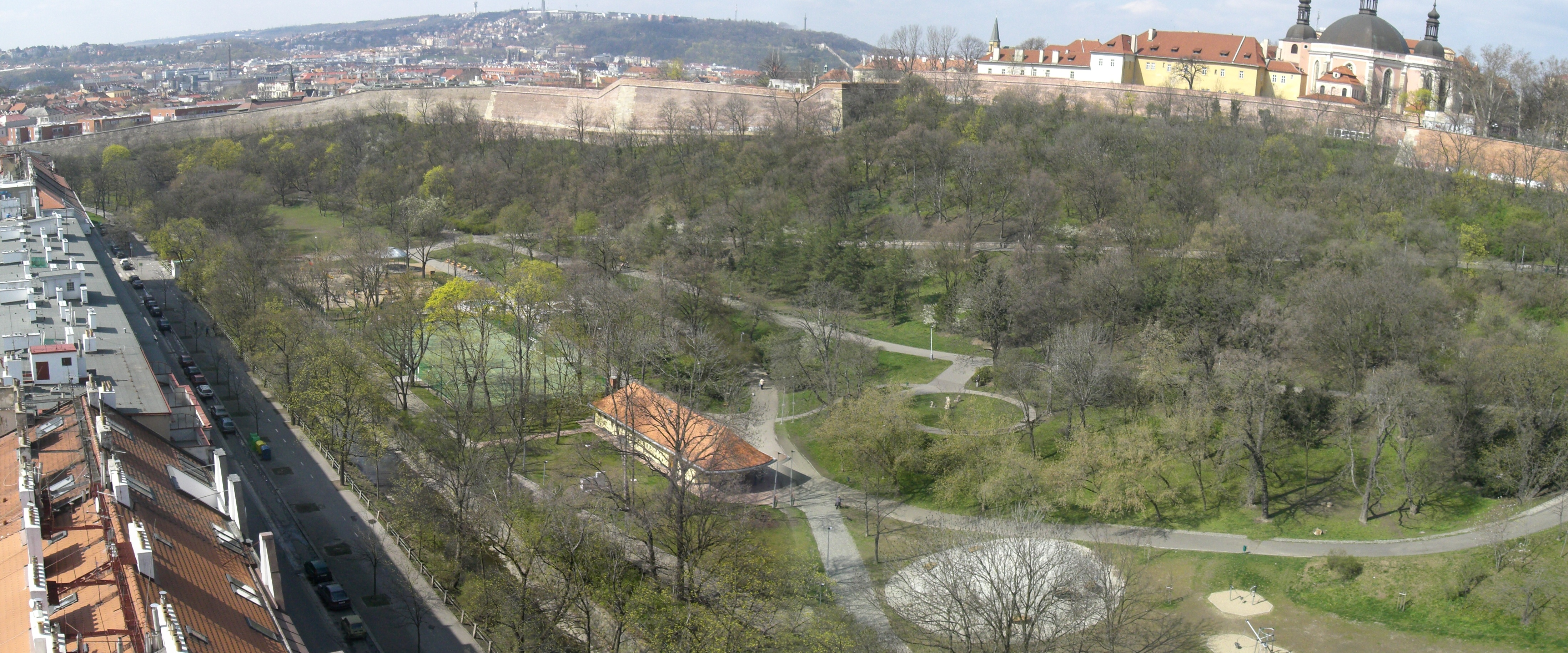
Blick über das Jamrtál auf die Stadtmauer; rechts der Karlshof

Mit der feierlichen Grundsteinlegung für die Neustädter Mauern am 26. März 1348 durch Karl IV. wurde der Bau der Neustadt nach der rechtlichen Gründung offiziell begonnen. Die Stadtmauer diente nicht nur der Sicherung der neuen Stadtanlage, sondern grenzte sie auch rechtlich vom Umland ab. Die Bedeutung, die der Befestigung zugemessen wurde, ist unter anderem daran ersichtlich, dass sie – wenn auch mit einer relativ geringen Höhe im Vergleich mit den Mauern älterer böhmischer Städte – innerhalb von nur zwei Jahren fertiggestellt wurde.
Die Stadtmauer der Neustadt begann am Vyšehrad, dessen Befestigung zur selben Zeit erneuert wurde und zog von dort entlang des Steilabfalls der oberen Moldauterrasse am Botitzbach zum höchsten Punkt der Umgebung, auf dem später der Karlshof errichtet wurde. Hier winkelte sie ab und lief zunächst beinahe exakt nord-süd-ausgerichtet weiter. Nach einer leichten Biegung nach Osten zwischen den Toren an der Gerstengasse und dem Rossmarkt traf die Mauer auf den Veitsbergbach, dessen tief eingeschnittenem Tal sie im ungefähr gleich bleibenden Abstand zur Altstadt bis zur Moldau folgte, wobei sie erneut – diesmal nach Westen – abknickte.
Im Gegensatz zur Altstadt wurde in der Neustadt an der Moldau keine Mauer errichtet, da ein freier Zugang zum Fluss gewährleistet sein musste. Insgesamt war die Mauer etwa 3,5 km lang, 6–10 m hoch, 3–5 m breit und mit Zinnen bekrönt. Während sie an der Ostseite alle 100 Meter mit Türmen besetzt war, verzichtete man im Süden – bis auf einen im Tal gelegenen Turm – wegen der steilen Vorfläche darauf. An den Knicken der Mauer im Südosten und im Nordosten am Veitsbergbach sowie am Nordende an der Moldau erhob sich jeweils ein stärkerer Turm. Durchbrochen wurde die Ummauerung nur von vier Toren und einigen kleinen Pforten. Der Mauer vorgelagert war ein Graben, der vor allem in den einstigen Bachbetten Wasser führte, an einigen Stellen aber aufgrund der Höhenunterschiede auch trocken lag. Eine Zwingermauer hat offenbar nicht bestanden.
Die Stadtmauer der Altstadt war durch den Bau der Neustädter Mauer mit Ausnahme der alten Befestigungen am Moldauufer überflüssig geworden, blieb aber bis zum 17. Jahrhundert bestehen. 1760 wurde der Stadtgraben zugeschüttet. Die Straßenbezeichnung Na příkopě (Am Graben) deutet auf den ehemaligen Verlauf hin. Erst die Vereinigung aller Prager Städte (1784) führte endgültig zum Ende der bereits in Verfall geratenen Stadtmauern.
Die gotischen Stadtmauern der Neustadt dienten bis zum Dreißigjährigen Krieg dem Schutz der Städte. Bei der Belagerung Prags 1648 durch die Schweden traten jedoch ihre Unzulänglichkeiten offen zutage. Der Bau der barocken Stadtbefestigungen im 17. Jahrhundert war die Reaktion auf den enormen Aufschwung des Wehrwesens, einschließlich der markanten Erweiterung der Artillerie. Von der Neustädter Mauer ist heute der Mauerteil oberhalb der Straße Na Slupi noch am besten erhalten.

## Die Anlage der Stadt

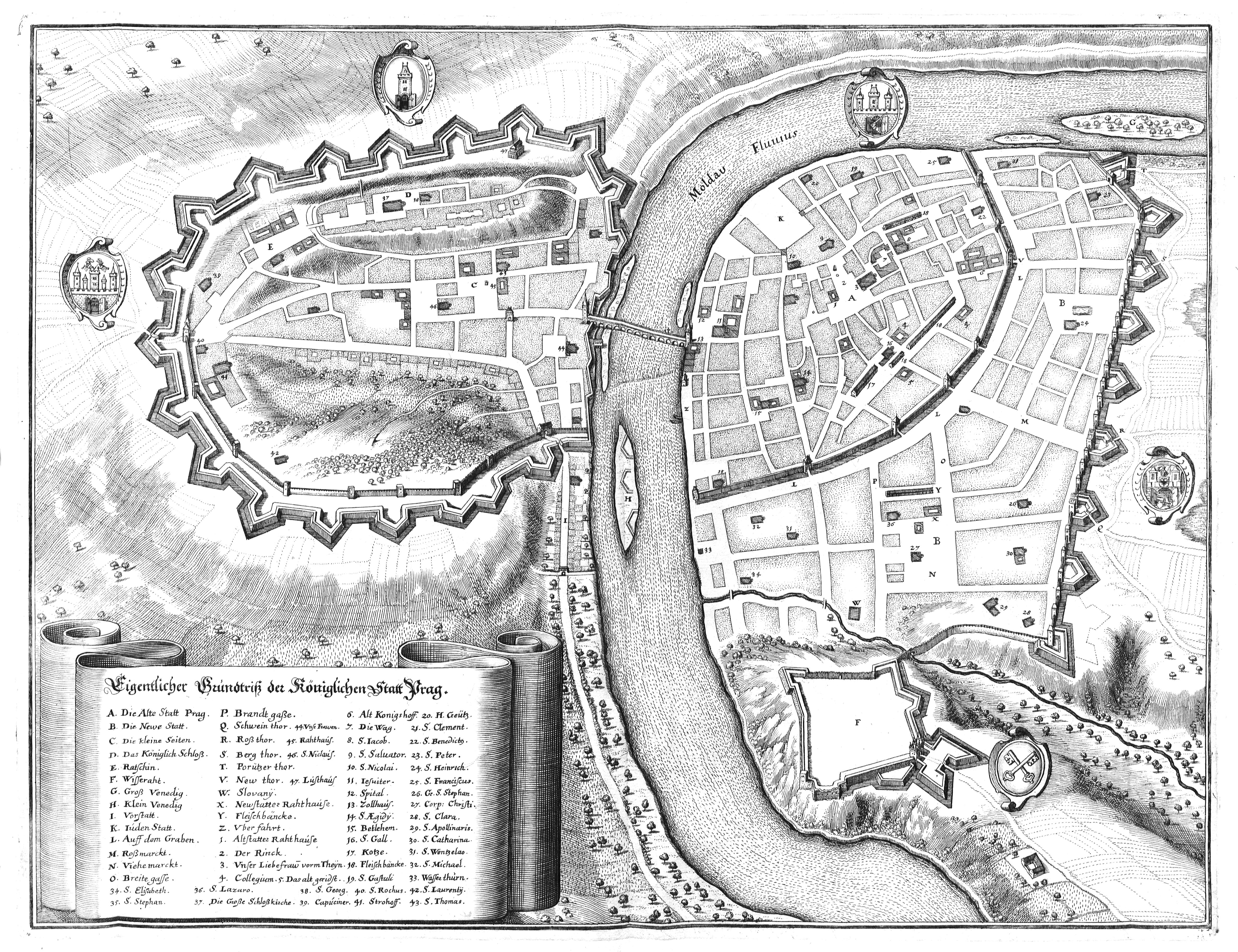
Die Neustadt und die anderen Prager Städte

Schon bei der Gründung der Neustadt 1348 war die umschlossene Fläche zum größten Teil vermessen, in Grundstücke aufgeteilt und die Straßenführung sowie die Lage und Angebotsstruktur der Märkte bestimmt. Während die Struktur der älteren Siedlungen an der Moldau weitgehend beibehalten wurde, wurden auf dem übrigen, bisher unbesiedelten Terrain ungewöhnlich breite Straßen und Plätze angelegt, die aber schon bestehende Fernwege wiederum voll respektierten. Die Fläche der Neustadt war jedoch derartig groß, dass sie nicht sofort komplett besiedelt werden konnte und größere Teile, vor allem im Norden bei der Siedlung Poříčí und im Südosten, noch bis in das 19. Jahrhundert hinein ohne Bebauung blieben. Für die Planung der Neustadt war mit einiger Wahrscheinlichkeit der Dombaumeister Matthias von Arras verantwortlich, der bereits 1342/44 von Karl aus Avignon nach Prag geholt worden war.
Karl IV. verbot ausdrücklich Spekulationen mit Grundstücken und räumte allen, die sich ansiedeln wollten, zwölf Jahre Steuerfreiheit ein. Jedoch musste mit dem Bau des Hauses auf der zugewiesenen Parzelle innerhalb eines Monats begonnen werden, dieser in Stein ausgeführt und nach anderthalb Jahren fertiggestellt sein. Dieses Privileg galt nicht nur für Christen, sondern auch für Juden, die jedoch wenig Gebrauch davon machten.
Stadtrechnungen lassen erkennen, dass bereits 1372 die Straßen zum großen Teil von Häusern umgeben waren. Einen wesentlichen Anteil an der schnellen Aufsiedlung der Neustadt hatte die Anordnung Karls IV., dass lärm- und dreckverursachendes Gewerbe aus der Altstadt in die Neustadt zu verlagern sei. Innerhalb der Neustadt bildeten sich um die entsprechenden Märkte nun bestimmte Zentren von Handwerkern heraus. So waren zum Beispiel Fischer, Holzhändler, Flößer, Gerber, Färber, Ziegel- und Kalkbrenner an der Moldau zu finden, und am Rossmarkt ließen sich naheliegend Huf-, Wagen- und Kupferschmiede sowie Schreiner nieder. Damit war die Neustadt vor allem von ärmeren Handwerkern tschechischer Nationalität bewohnt, die in den älteren flussnahen Dörfern von jeher dominierten, während die Altstadt weiterhin vornehmlich von Deutschen und Juden bestimmt wurde. Diese großen wirtschaftlichen und nationalen Unterschiede bewirkten die deutliche Trennung der beiden Städte und waren letztendlich auch ausschlaggebend für die Auseinandersetzungen während der hussitischen Revolution am Ende der Regierungszeit von Wenzel IV.

### Untere Neustadt
Als Hauptpfarrkirche der Neustadt (ecclesia parochialis primaria) wurde ab 1350 – also unmittelbar nach der Fertigstellung der Ummauerung – in der Nähe einer älteren Siedlung die Kirche St. Heinrich und Kunigunde (Kostel sv. Jindřicha) als vierjochiger Bau mit drei gleich hohen Schiffen errichtet. Vor dem Bau des freistehenden Glockenturms erfüllte vermutlich der Turm an der Südwestecke der Kirche diese Funktion. Ebenfalls auf eine Gründung Karls geht die zur Kirche gehörende Pfarrschule zurück, die noch im 16. und 17. Jahrhundert zu den besten Schulen Böhmens gehörte und neben der Universität die angesehenste Lehranstalt in Prag war. Unweit der Kirche – an der Stelle der 1871–1874 errichteten Hauptpost (Budova Hlavní pošty) – lag der von dem Apotheker und Leibarzt Karls IV. Angelus von Florenz angelegte Botanische Garten der Karlsuniversität, der Engelsgarten, der in Europa wegen seiner Einzigartigkeit berühmt war.
Das wirtschaftliche Zentrum des nördlichen Stadtteils war der Heu- und Strohmarkt, der im Allgemeinen mit dem heutigen Heuwaagsplatz (Senovažné náměstí) gleichgesetzt wird. Wilfried Brosche konnte jedoch wahrscheinlich machen, dass der Heumarkt in ähnlicher Weise wie der Rossmarkt geplant war. Danach bildete die heutige Hybernergasse (Hybernská ulice) die südliche Begrenzung des Marktes. Sie wurde als erste Straße der Neustadt schon um 1379 gepflastert (strata lapidae) und erhielt so ihre ältere Bezeichnung Pflastergasse (Dlážděná ulice). Der Markt verlief entlang einer alten Straße nach Kuttenberg (Kutná Hora) und war die Hauptverbindung in Richtung Osten. Am Ausgang der Altstadt erhob sich in der Verlängerung der Zeltnergasse (Celetná) das „Zerlumpte oder zerfetzte Tor“ (Odraná brána) beziehungsweise später St.-Ambrosius-Tor. Eine Erneuerung des Tores war anscheinend schon unter Karl IV. vorgesehen. Der heutige Pulverturm (Prašná brána) wurde erst um 1475 errichtet. Den oberen Abschluss bildete das Berg- oder Veitstor (Horská braná) in der Ummauerung der Neustadt.
Auch am unteren Ende des Heumarkts ließ Karl ein Kloster errichten. 1355 siedelte er Benediktiner des Mailänder Ritus an. Kloster und Kirche wurden dem heiligen Ambrosius geweiht zum Gedenken an die Krönung Karls zum König der Lombardei am 5. Januar desselben Jahres, die im Mailänder Dom, dessen Bischof der Heilige im 4. Jahrhundert gewesen war, vorgenommen wurde. Unweit des Klosters, wahrscheinlich gegenüber dem St. Benedikts-Tor der Altstadt, bestand außerdem noch ein Johannes-Jakobsspital, das der Armenversorgung diente.
Die zweite wichtige Straße der unteren Neustadt war die Straße Na Poříčí. Sie geht auf eine alte Verbindung zurück, die am St.-Benedikt-Tor der Altstadt begann und durch die bereits bestehende Siedlung an der Moldau führte. Im Osten wurde nun das Peterstor oder Poříčer Tor (Pořičská brána) als Teil der Stadtbefestigung der Neustadt errichtet (1873 abgetragen). Die beiden ursprünglich romanischen Kirchen St. Peter (Kostel sv. Petra na Poříčí) und St. Clemens am Poříčí (Kostel sv. Klimenta na Poříčí) erfuhren ebenfalls umfangreiche Erweiterungen und Umbauten in der zweiten Hälfte des 14. Jahrhunderts.
Zwischen der alten Siedlung und den neuen Quartieren nördlich des Rossmarktes bestand offenbar eine größere Freifläche, die ungefähr ab der Höhe der St.-Heinrichs-Kirche begann und nur spärlich bebaut und hauptsächlich mit Gärten und Grünflächen besetzt war.

### Obere Neustadt

Myslíkova-Straße, Neustadt

Weitaus größere Bedeutung erhielt die obere Neustadt. Eine ältere Straße zum Vyšehrad und weiter nach Südböhmen wurde zur längsten Prager Verkehrsstraße und zum Rückgrat der oberen Neustadt – die heutigen Straßen Spálená, Vyšehradská und Na Slupi. Sie begann am St.-Martins-Tor oder Zderaz-Tor am Perštýn und bildete die Verlängerung einer wichtigen Altstadtgasse. Zwar wurde der Verkehr am südlichen Ende der Neustadt nun über den Vyšehrad geführt, doch lief ein Weg weiter bis zu dem einzigen Turm im Süden, der an der tiefsten Stelle der Stadtmauer eine nicht durchfahrbare Pforte und die Wasser-Durchlässe des Botič-Baches und des Mühlgrabens sicherte. In den an der Moldau gelegenen Partien musste auf die bereits bestehenden Siedlungen Opatovice, Zderaz und Podskalí Rücksicht genommen werden und die alten schmalen und verwinkelten Straßenzüge wurden hier beibehalten (Erst durch den Bau des Moldaukais und die Umgestaltung beinahe aller ufernahen Bereiche am Ende des 19. und am Beginn des 20. Jahrhunderts sind sowohl die meisten Gebäude einschließlich einiger Kirchen als auch die alte Strukturen beseitigt worden.).
Dagegen kam es in dem bisher weitgehend unbesiedelten Gebiet östlich des zum Vyšehrad führenden Weges zur planvollen Anlage breiter paralleler Straßen im Rechteckschema, das heute noch deutlich zu erkennen ist. In den beiden den Viehmarkt rechtwinklig kreuzenden, fast 27 m breiten Straßen fand der Getreidehandel statt; sie erhielten danach die Namen Korngasse (Žitná ulice) und Gerstengasse (Ječná ulice). Am Ende der Gerstengasse, auch Schweinegasse (Svinský trh, Svinská ul.) genannt, da sie ebenso dem Kleinviehhandel diente, stand in der Nähe der älteren Kirche St. Johannes am Schlachtfeld (Kostel sv. Jan na Bojišti) das vierte Tor, das Schweinetor (Svinská brána) oder St.-Johannes-Tor. Während die übrigen Tore aus einer Durchfahrt und zwei flankierenden Türmen bestanden, war das Johannestor als Torfestung ausgebildet. Es bestand aus einem Durchgangshof mit tonnengewölbten Räumen auf beiden Seiten, darüber lag ein weit ausladendes Gesims mit acht Ecktürmchen und einem weiteren höheren Turm an der Vorderfront über dem Torbogen. Das Tor sicherte auch den Eintritt eines Baches in die Neustadt, dessen Wasser auch den Fischteich der ehemaligen Siedlung Rybníček speiste. (Zwar wurde das Tor 1891–1897 mitsamt der anschließenden Stadtmauer abgebrochen, doch konnten bei Bauarbeiten der Metrostation I. P. Pavlova Reste des Tores ausgegraben sowie einige Fliesen mit alten Länderwappen und die Fragmente eines Reliefs mit dem böhmischen Löwen geborgen werden, die heute in der Vorhalle der Metrostation ausgestellt sind.) Abgesehen von den zwei nicht durchfahrbaren Pforten bildete das Johannestor den letzten Zugang bis hin zum Osttor des Vyšehrads, so dass auch die übrigen Wege südlich der Gerstengasse auf das Tor zuliefen. Diese sind wohl allesamt älteren Ursprungs beziehungsweise entstanden nicht durch gezielte Anlage und passen sich den komplizierten Höhenverhältnissen in diesem Bereich an, der abgesehen von kirchlichen Einrichtungen weitgehend unbebaut blieb.
In der Mitte der Straße ließ Karl IV. durch Verbreiterung nach Osten den Viehmarkt (Dobytčí trh), den heutigen Karlsplatz (Karlovo náměstí), anlegen. Mit einer Ausdehnung von rund 550 × 150 m war dieser lange Zeit der größte Platz Europas und das administrative und wirtschaftliche Zentrum der Neustadt. Er diente hauptsächlich dem Vieh-, Fisch-, Holz- und Kohlenhandel und hat seine zentrale Funktion erst in jüngerer Zeit an den Wenzelsplatz verloren.
In der Mitte des Viehmarktes, in der Verlängerung der Gerstengasse, ließ Karl IV. einen hölzernen Turm errichten, von dem aus seit 1354 einmal im Jahr die Reichskleinodien und Reliquien öffentlich gezeigt wurden. Das Heiltumsfest wurde von Karl zum allgemeinen Feiertag im Reich bestimmt, wodurch Prag zu einem der bedeutendsten Pilgerzentren Europas wurde. Neben dem Holzturm entstand zwischen 1382 und 1393 die Heilig-Blut- oder Fronleichnamskapelle, die 1791 abgerissen wurde. Über der oktogonalen Zentralkirche mit anschließenden Kapellen erhob sich ein quaderförmiger Turm, von dessen Umgang aus nun die Reliquien und Krönungskleinodien gezeigt wurden.

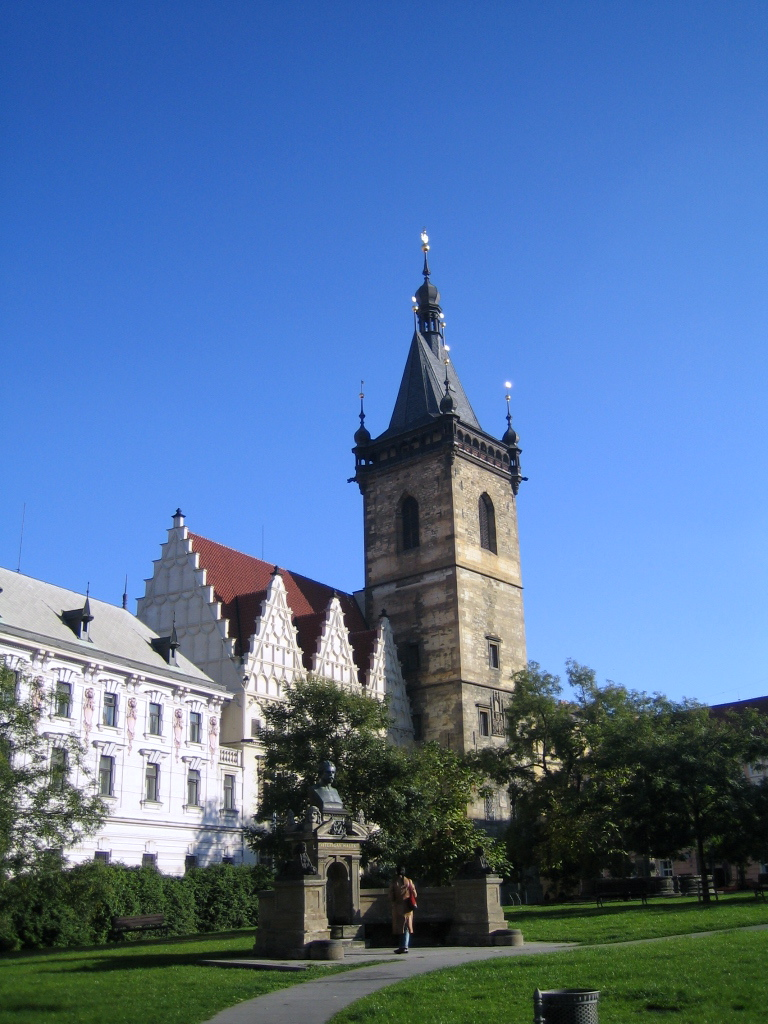
Neustädter Rathaus am Karlsplatz

In dominanter Lage an der Nordostecke des Viehmarktes entstand ab 1367 oder ab 1377 (aus diesem Jahr datiert die erste urkundliche Erwähnung) auf einem markanten Geländesprung das Rathaus der Prager Neustadt (Novoměstská radnice) als Symbol der selbstständigen Königsstadt. Die übrigen Seiten des Viehmarktes wurden nach der Anlage des Platzes recht zügig bebaut, wobei sich hier vor allem Angehörige des Adels und des königlichen Hofes niederließen. An der Südseite stand zum Beispiel der gotische Palast der Fürsten von Troppau (Opava), deren Grundstück sich weit nach Süden erstreckte.

## Mögliche Vorbilder für die Stadtanlage der Prager Neustadt

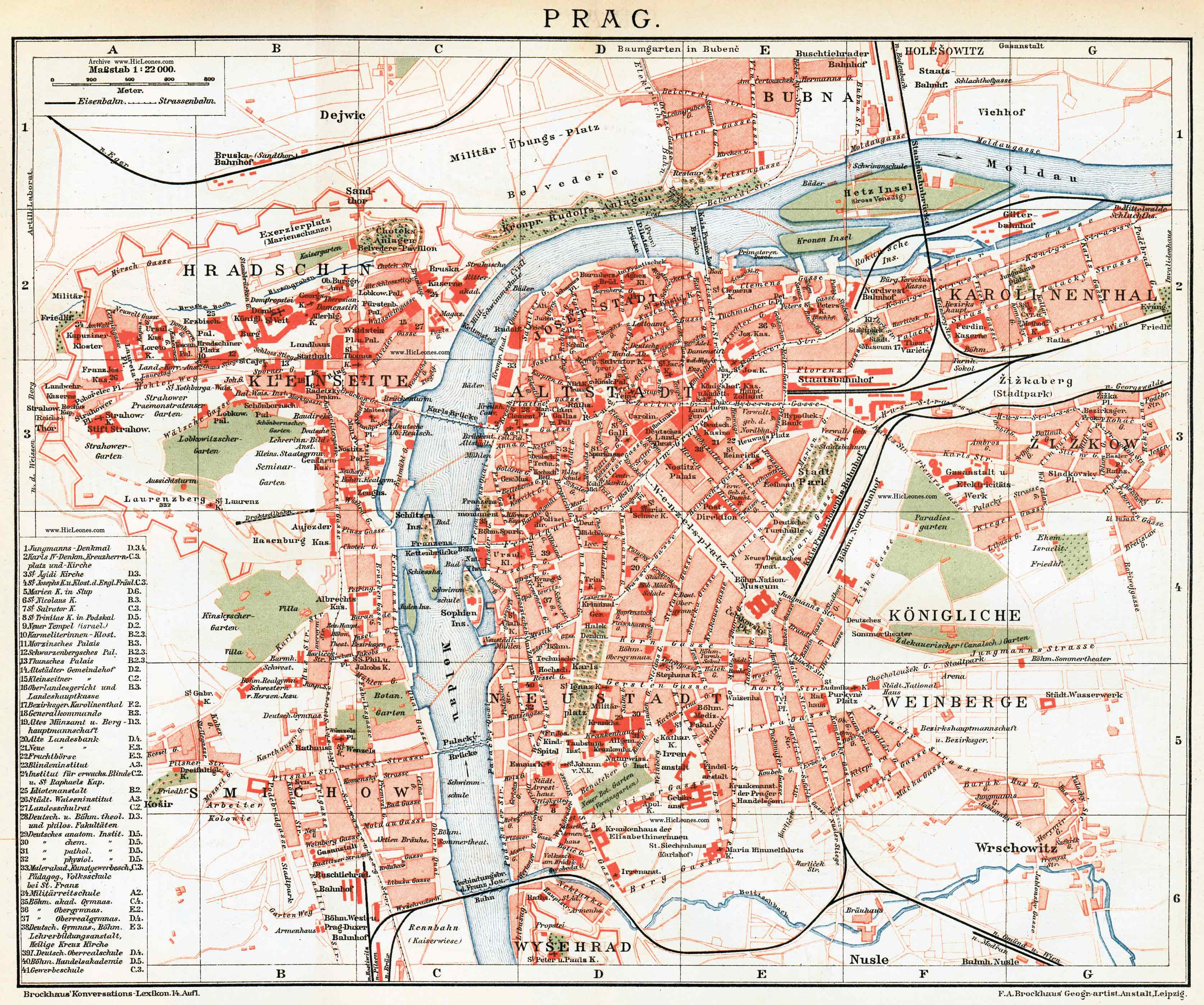
Stadtplan von Prag aus dem Jahr 1885

Bei der Frage, woran sich Karl IV. bei der Planung der Neustadt orientierte, wird vor allem aufgrund der breiten geraden Straßen und der mächtigen Stadttore Rom als Vorbild genannt. Genauso ist aber auch immer wieder an die sichtbare Kaiseridee von der Schaffung einer roma nova zu denken, die in ähnlicher Weise schon bei Karl dem Großen mit Aachen, Otto I. mit Magdeburg und Heinrich II. mit Bamberg vertreten wurde. Rechtwinklige Stadtanlagen oder -erweiterungen, wenn auch nicht in dieser Größe, waren aber ebenso bereits in Mitteleuropa und gerade im böhmischen Bereich anzutreffen, so dass Karl IV. auch in diesen seine Vorbilder gefunden haben könnte.
Der oft angeführte Bezug zu Jerusalem ist dagegen eher religiöser Natur und spiegelt die Vorstellung von der Schaffung einer neuen „Gottesburg“ wider. W. Brosche zählt für die Zeit „[…] um 1400 innerhalb des Neustadtbereichs […] drei Spitäler mit Kirchen oder Kapellen, neun Klöster mit zusammen zehn geweihten Stätten, vierzehn Gemeindekirchen mit drei zusätzlichen Kapellen, dazu die Rathauskapelle; hinzu kommen die auf dem Vyšehrad mit Patrozinien gesicherten Weihestätten, so dass die Neustadt mit 40 Kirchen die Altstadt mit ihren 35 Gotteshäusern am Ende des Jahrhunderts bereits beachtlich überrundet hatte.“
Für die Klöster und Stifte wurden Chorherren und Mönche beinahe aller Orden auch aus entlegenen Ländern Europas nach Prag geholt. Stellvertretend seien die Benediktiner zum hl. Ambrosius aus Mailand, die Augustiner-Chorherren aus Frankreich am Augustiner-Chorherrenstift Prag-Karlshof, die Serviten St. Maria auf dem Rasen aus Florenz und die slawischen Benediktiner im Emmauskloster aus Kroatien genannt. Das Kloster Maria Schnee wurde wohl mit sächsischen Karmeliten besetzt.

## Die Bedeutung der Prager Neustadt

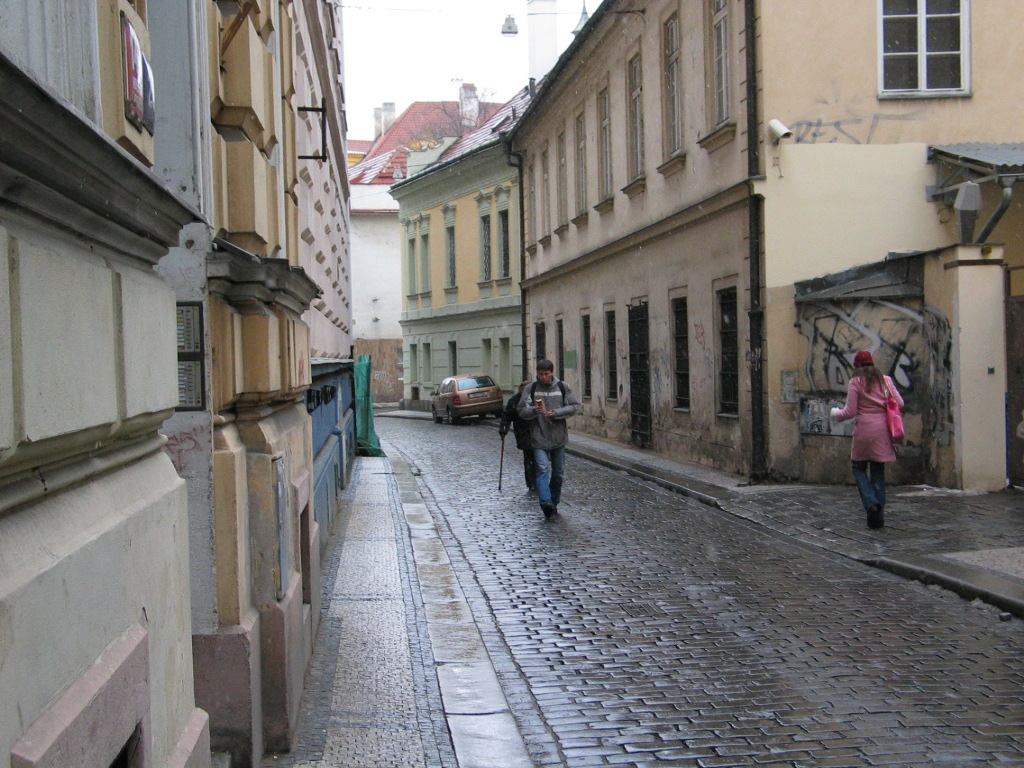
Straße Ostrovní in der Neustadt

Die Gründung der Prager Neustadt ordnet sich ein in die Pläne Karls IV. zum großzügigen Ausbau Prags als caput regni des Königreichs Böhmen zugleich auch als repräsentative Metropole des römisch-deutschen Königs und späteren Kaisers, die der Luxemburger nach der Mitte der vierziger Jahres des 14. Jahrhunderts energisch vorantrieb.
Prag wurde infolge der Maßnahmen Karls IV. mit 40.000 Einwohnern 1378 viertgrößte Stadt nördlich der Alpen nach Paris, Gent und Brügge. Hinsichtlich ihrer Fläche war sie sogar die größte Stadt in Europa nach Rom und Konstantinopel. Vergleicht man Prag mit den übrigen mittelalterlichen Städten in Europa und insbesondere mit den Gründungsstädten des 12. bis 14. Jahrhunderts, so wird die Sonderstellung der Prager Neustadt deutlich. Karl IV. „[…] konzipierte hier das größte urbanistische Vorhaben des Mittelalters, das im damaligen Europa seinesgleichen nicht fand. Es gibt um die Mitte des 14. Jahrhunderts in Europa keine zweite Stadt, in der ein geschlossenes Bauvorhaben auf einer Fläche von über zwei Quadratkilometern organisiert und ausgeführt wurde. Es gibt keine zweite Stadt, in der 18 bis 27 Meter breite Straßen angelegt wurden, wo eine Ausfallstraße dreiviertel Kilometer lang und über 60 Meter breit war und sich allein der zentrale Marktplatz über eine Fläche erstreckte, die größer ist als eine ganze Stadt dieser Zeit einschließlich ihrer Mauern. Hier wurde das wirkliche Verwaltungs-, Kultur- und Wirtschaftszentrum Mitteleuropas geplant und errichtet.“ (Lorenc, Neustadt 13f.)
Die Erschaffung der Prager Neustadt stellt, so der Autor Detlev Arens, „die wichtigste städtebauliche Leistung des späten Mittelalters dar“.
Aufgrund der Größe des Gebiets blieben bis ins 19. Jahrhundert viele Grundstücke in der Neustadt unbebaut. In erster Linie siedelten tschechische Handwerker und ärmere Leute aus der Altstadt in das neue Stadtviertel um und sorgten für eine Entlastung bei der etablierten Bevölkerung der Altstadt, die vor allem aus Deutschen und Juden bestand. Obwohl als Wirtschaftszentrum von Karl IV. geplant, erreichte die Neustadt nie die wirtschaftliche Bedeutung der wohlhabenden Nachbarstadt, die durch die Kreuzung wichtiger Handelsstraßen immer schon ein Handelszentrum war.

## Die Entwicklung bis ins 20. Jahrhundert
Die historischen Zentren der heutigen Neustadt bilden zwei ehemalige Märkte: Der Wenzelsplatz, der früher ein Pferdemarkt war sowie der Karlsplatz, vormals ein Viehmarkt. Auch sonst ist die mittelalterliche Struktur ebenso noch vorhanden wie zahlreiche herausragende Bauten aus den Epochen der Gotik, der Renaissance, des Barock und des Klassizismus über die Zeiten erhalten geblieben sind. Ein Großteil der Häuser in diesem Stadtviertel entstammen der regen Bautätigkeit des 19. und frühen 20. Jahrhunderts, wo man viele palastartige Neubauten erschuf und historische Gebäude umbaute. Vor allem in der Zwischenkriegszeit der Ersten Tschechoslowakischen Republik, also zwischen 1918 und 1938, entstanden zahlreiche Bauten der architektonischen Avantgarde. So prägen heute Sehenswürdigkeiten des Historismus, des Jugendstils, des Kubismus oder des Funktionalismus das Straßenbild der Prager Neustadt.
1991 hatte die Prager Neustadt 34.991 Einwohner. Im Jahr 2001 bestand der Stadtteil aus 1400 Wohnhäusern, in denen 28.113 Menschen lebten.

## Weltliche Gebäude
- Prager Pulverturm
- Villa Amerika
- Nationaltheater
- Obecní dům (Gemeindehaus)
- Palais Petschek
- Tanzendes Haus
- Bierhalle U Fleků
- Café Arco

## Plätze
- Der Rossmarkt, der heutige Wenzelsplatz
- Der Viehmarkt, der heutige Karlsplatz
- Der Heuwaagsplatz (Senovážné náměstí), südlich des heutigen Platzes der Republik
- Karlshof

## Die Kloster- und Stiftskirchen
Wie schon die Pfarrkirchen wurde auch die St.-Peter-und-Pauls-Kirche der Chorherren zum Heiligen Grab in der Siedlung Zderaz umgebaut und erweitert. Zahlreiche weitere Kloster- und Stiftskirchen ließ Karl IV. auf besonderen Geländedominanten errichten. Ähnlich dem Kloster St. Maria Schnee hatte er auf einem Sporn der oberen Terrasse an dem alten Weg zum Vyšehrad schon vor der Gründung der Neustadt ein bedeutendes Kloster angesiedelt. In unmittelbarer Nähe der alten Pfarrkirche der Flößergemeinde Podskalí St. Cosmas und Damian siedelte er auf dem Gelände des Vyšehrader Domkapitels mit Zustimmung des Papstes Clemens VI. am 22. November 1347 Benediktinermönche aus Kroatien an, die die altslawische Liturgie pflegten. Nach ihnen erhielt die 1372 geweihte Klosterkirche den Namen Marienkirche bei den Slawen (Klášter panny Marie na Slovanech). An derselben Straße wurde weiter südlich 1360 ein Servitenkloster mit der Kirche St. Maria auf dem Rasen (Kostel P. Marie na trávničku) beziehungsweise … auf der Säule (Na slupi) erbaut. 1355 wurde unweit das Augustiner-Eremitinnenkloster St. Katharina (Kostel sv. Kateřiny) gegründet, das Karl aus Dankbarkeit für seinen ersten, am 25. November 1332 bei der Burg San Felice in Italien errungenen Sieg stiftete. Der Bau konnte am 29. November 1367 geweiht werden.
Insgesamt lässt sich beobachten, dass Pfarr- und Klosterkirchen oft entweder an Vorgängerkirchen anknüpften oder in der Nähe bestehender Siedlungen oder Straßen errichtet worden sind. Im Gegensatz dazu gründete Karl IV. an besonders exponierten, aber dafür noch lange unbesiedelten Stellen zwei Stiftskirchen. Um 1362 wurde auf dem Windberg (Větrná hora oder Na větrník) das Kollegiatstift St. Apollinaris (Kostel sv. Apolináře) eingerichtet.
Am höchsten Punkt der neuen Befestigung im Südosten knickte die Stadtbefestigung im Malerturm, an dem eine kleine Pforte existierte, nach Norden. Diese Situation erzwang geradezu die Errichtung einer dritten burgähnlichen Anlage neben Hradschin und Vyšehrad, das Augustiner-Chorherrenstift.
Die neu gegründeten Stifts- und Klosterkirchen in der oberen Neustadt unterschieden sich von den Gemeindekirchen auch dadurch, dass sie am Rand der städtischen Besiedlung gegründet worden waren oder ihre gesamte Umgebung fast gänzlich frei blieb. Die Hänge und Hochflächen östlich der Straße Na slupi und südlich des Klosters St. Katharina waren nur von Weingärten und ausgedehnten Grünflächen bedeckt. Nicht zuletzt dadurch war eine weitere städtebauliche Konzeption vom vor allem vom Vyšehrad deutlich sichtbar. Die fünf genannten Kirchenbauten bilden ein Kreuz mit fast gleich langen Armen, in deren Mitte das Stift St. Apollinaris liegt. Der imaginäre Querbalken endet mit dem Karlshof und dem Emmauskloster in turmlosen Kirchenbauten, während die Kirchen mit den im Obergeschoss oktogonalen Türmen den Längsbalken bilden. In der Verlängerung zielt dieser genau auf den Vyšehrad, der somit auch in das Konzept mit einbezogen wurde.

### Magisches Kreuz

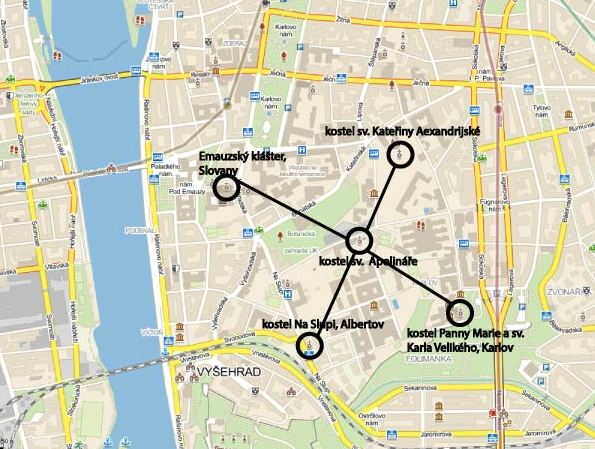
Kirchen in der Prager Neustadt; Anordnung in Kreuzesform

Die Orte, an denen Karl IV. die Kirchen der Prager Neustadt errichten ließ, folgen dem Schema eines magischen Kreuzes.
St. Apollinaris bildet das geografische Zentrum der Neustadt und des imaginären Kreuzes. 
Die Nord-Süd-Achse besteht aus den Kirchen St. Katharina und St. Maria auf dem Rasen, der vertikale Balken des Kreuzes dehnt sich später nach Süden aus, er hat nun seinen Fuß auf dem Vyšehrad in der Peter-und-Paul-Kathedrale. Die Ost-West-Achse besteht aus Kirche der Jungfrau Maria bei den Slawen und Kirche Mariä Himmelfahrt und Karl der Große. In St. Apollinaris kreuzen sich die Achsen.
Ihre Lage ist tragendes Element der Stadtplanung, die Kirchengebäude wurden schrittweise errichtet: Kirche der Jungfrau Maria bei den Slawen 1347, Kirche der Mariä Himmelfahrt und Karl der Große. 1352, St. Katharina 1355, St. Maria auf dem Rasen 1360 und St. Apollinaris 1362. St. Maria auf dem Rasen, St. Apollinaris und St. Katharina stehen in einer Linie und haben gleiche architektonische Eigenschaften.

### Weitere Kloster- und Stiftskirchen der Prager Neustadt
- Kirche der Schmerzensreichen Mutter Gottes
- Kirche St. Johannes von Nepomuk am Felsen
- Kirche St. Cyrill und Method
- Kirche Mariä Himmelfahrt und Karl der Große

## Die Pfarr- und Friedhofskirchen
Pfarrkirche der neu zu besiedelnden Gebiete in der oberen Neustadt war die St.-Stephans-Kirche (Kostel sv. Štěpána), die zwischen 1351 und 1394 erbaut wurde. Die Kirche entstand in unmittelbarer Nachbarschaft zu einer älteren Kirche, einer romanischen Rotunde aus dem 12. Jahrhundert, die als Pfarrkirche der Siedlung Rybníček gedient hatte. Deren Patrozinium ging nun auf die neue Kirche über; die Rotunde wurde dem heiligen Longinus (Rotunda sv. Longina) geweiht.
Auch in der oberen Neustadt wurden die Kirchen der schon bestehenden Siedlungen an der Moldau unter Karl IV. und Wenzel IV. erweitert und gotisch umgebaut. An die St.-Adalbert-Kirche (Kostel sv. Vojtěcha v Jirchářich) nahe dem Flussufer in der Siedlung der Gerber und Weißgerber wurde um 1370 südlich ein zweites Schiff mit eigenem Presbyterium angefügt. Die ursprünglich romanische Pfarrkirche der Siedlung Opatovice St. Michael (Kostel sv. Michala) erhielt einen neuen Chor und gegen Ende des 14. oder Anfang des 15. Jahrhunderts die beiden Seitenschiffe. Gebaut wurde wohl auch an der nicht erhaltenen Kirche St. Peter na struze.
Westlich der Pfarrkirche St. Wenzel am Zderaz (Kostel sv. Václava na Zderaze) ließ König Wenzel IV. ab 1380 auf einem Bergvorsprung über dem Moldauufer eine kleine gotische Burg erbauen, die wohl zweigeschossig mit gewölbten Räumen war, einen fünfgeschossigen Turm besaß und von mindestens zwei zinnenbekrönten Mauern umgeben war. Im Zusammenhang mit der Erhebung zur Burgkirche erfolgte vor 1399 auch ein gotischer Umbau der St.-Wenzels-Kirche.
Ähnliche Vergrößerungen erfuhren mit großer Wahrscheinlichkeit auch die unterhalb des Vyšehrads gelegenen Kirchen St. Johannes der Täufer und St. Nikolaus. Bis um 1380 entstanden weitere kleine Kirchen wie die Dreifaltigkeitskirche südlich des Emmausklosters, die um 1420 eine gotische Kirche des hl. Antonius ersetzte, die St.-Andreas-Kirche, St. Michael am Slup (Na slupi) sowie die Kirche zur Jungfrau Maria unter dem Vyšehrad und das zugehörige St.-Elisabeth-Spital.

## Der Judengarten
In der Nähe des Spitals mit der St.-Lazarus-Kirche – beide wurden am Anfang des Jahrhunderts ohne vorhergehende Untersuchung abgebrochen – existierte weiterhin ein älterer jüdischer Friedhof, der Judengarten (Židovská zahrada). Er war bereits unter Ottokar II. 1254 privilegiert worden. Die Ansiedlung von Juden in der unmittelbaren Umgebung wurde durch Karl IV. und Wenzel IV. weiter forciert. Sie entwickelte sich aber nicht im gewünschten Maße, so dass es 1478 zur Auflösung des jüdischen Friedhofs kam und das Gebiet parzelliert und bebaut wurde. Statt der Juden, die die Ansiedlung im Getto der Altstadt bevorzugten, hatten bereits zuvor die Fleischer hier ihre Wohnhäuser errichtet, deren Markthalle mit 100 Fleischbänken schon vor 1349 nördlich des Neustädter Rathauses errichtet wurde.